# Giampaolo Rugarli
Giampaolo Rugarli, né à Naples le 5 décembre 1932 et mort à Olevano Romano le 2 décembre 2014, est un écrivain italien.

## Biographie
Il naît à Naples en 1932 d'un père originaire d'Émilie-Romagne, Mirko Rugarli, et d'une mère de la Basilicate, Rubina de Marco; la famille déménage à Milan, à l'aube de la Seconde Guerre mondiale. Il est diplômé en droit, puis travaille dans une grande banque du nord à partir de 1955, qui le transfère à Rome en 1967. Il devient directeur du siège romain de l'Institut Cariplo en 1972.
Rentré à Milan (après une brève période à Brescia et une plus longue à Londres), il est mis à la tête de la Esattoria Civica (Bureau des impôts civiques). L'expérience prend fin lorsqu'il constate des irrégularités graves qu'il signale à l'autorité compétente. Après une période de punition (ces événements ont été relatés par Rugarli dans l'introduction de son livre Diario di un Uomo a Disagio (Journal d'un homme dans l'inconfort), il est nommé chef du bureau des études. À ce titre, il fonde, avec l'éditeur Laterza, et dirige la Rivista Milanese di Economia qui accueille les contributions de Claudio Magris, Pietro Citati, Claudio Cesa, Mario Monti et d'autres intellectuels et économistes importants.
À la fin de 1985, ayant atteint trente-et-un ans de service, et aussi « parce que les épisodes de censure et d'intolérance de la part de l'administration se multiplient », il quitte la banque. À partir de cette année-là, il se consacre uniquement à son activité d'écrivain (qu'il avait menée à titre privé dans les décennies précédentes), publiant plus de vingt ouvrages, traduits en plusieurs langues. 
Il remporte le prix Bagutta (catégorie première œuvre) en 1988 grâce à son roman Superlativo assoluto.

## Hommage
Le prix Rugarli a été institué en sa mémoire en 2016.

## Œuvres
- Il superlativo assoluto, Garzanti 1987
- La troga, Adelphi 1988
- Il punto di vista del mostro, Arnoldo Mondadori Editore 1989
- Diario di un uomo a disagio, Arnoldo Mondadori Editore 1990
- Il nido di ghiaccio, Arnoldo Mondadori Editore 1989
- L'orrore che mi hai dato, Marsilio 1990
- Andromeda e la notte, Rizzoli 1990
- Una montagna australiana, Arnoldo Mondadori Editore 1992
- Per i Pesci non è un problema, Anabasi 1992
- Avventura di una bambola di pezza, Giunti Editore 1994
- L'infinito, forse, Piemme 1995
- Il manuale del romanziere, Marsilio 1998
- Una gardenia nei capelli, Marsilio 1998
- Hortus mirabilis: i giardini incantati, con Lanfranco Radi, Pieraldo 1999
- Il punto di vista del mostro, Marsilio 2000
- Ultime notizie dall'Acheronte. Immortalità dell'anima e tubo catodico, Marsilio 2000
- La viaggiatrice del tram numero 4, Marsilio 2001
- Olevano, la patria romantica. Una testimonianza, Marsilio 2003
- La luna di Malcontenta, Marsilio 2004
- I giardini incantati, Marsilio 2005
- Il buio di notte, Marsilio 2008
- Le galassie lontane, Marsilio 2010
- Un bacio e l'oblio, Marsilio 2011
- Il battello smarrito, Marsilio 2012
- Manuale di solitudine, Marsilio 2015

## Prix
- 1989 - Prix Bergame pour le roman La troga[4] ;
- 1989 - Prix Selezione Campiello pour Il nido di ghiaccio[5]
- 1990 - Prix Capri pour la littérature pour Andromeda e la notte[6]
- 1991 - Prix Lucania Oro pour la culture, Amministrazione Comunale di Pomarico
- 1992 - Prix littéraire Piero Chiara pour Il punto di vista del mostro[7]
- 1998 - Prix Domenico Rea pour Una gardenia nei capelli[8]
- 2000 - Prix spécial des jardins botaniques Hanbury pour Hortus mirabilis[9]
- 2006 - Prix Mondello pour I giardini incantati.